# Oliver Schäfer
Oliver Schäfer (født 27. februar 1969 i Lahr, Vesttyskland) er en tysk tidligere fodboldspiller (forsvarer).
Schäfer spillede hovedparten af sin karriere i hjemlandet, hvor han blandt andet repræsenterede SC Freiburg, Hannover 96 og FC Kaiserslautern. Hos sidstnævnte var han med til at vinde både Bundesligaen og DFB-Pokalen. Han havde også et étårigt ophold i Tyrkiet hos Besiktas.

## Titler
Bundesligaen
- 1998 med FC Kaiserslautern

DFB-Pokal
- 1996 med FC Kaiserslautern